# Nemophas forbesi
Nemophas forbesi är en skalbaggsart som beskrevs av Waterhouse 1884. Nemophas forbesi ingår i släktet Nemophas och familjen långhorningar. Inga underarter finns listade i Catalogue of Life.